# Dominique Kivuvu
Kisoka Jeadot Kivuvu, conhecido com Dominique Kivuvu (Amsterdam, 16 de setembro de 1987), é um futebolista holandês de acendência angolana que atualmente defende a equipe do Kabuscorp Sport.

## Carreira
Kivuvu é um meio-campista, que nasceu em Amsterdam e fez a sua estreia no futebol profissional, sendo parte da Telstar Stormvogels esquadrão na temporada 2005-06.
Kivuvu é muito conhecida por sua intensa força e sua alta taxa de trabalho, e esses atributos não lhe permitiu estabelecer uma posição de partida para o NEC Nijmegen, no coração de seu meio-campo. Ele também é conhecido por ter um muito poderoso, tiro preciso, o que ele mostrou ao marcar um gritador contra gigantes Feyenoord. Kivuvu, que tem dupla cidadania, vem deixando sua marca no Eredivisie a divisão do premier holandês com NEC Nijmegen. Em 14 de junho Dominique Kivuvu assinou um contrato com os atuais campeões da Roménia, CFR Cluj. Em seu jogo de estreia, a Supercopa romena, ele marcou duas vezes (uma em seu próprio líquido) em sua equipe 2-2 (4-2 ap) conquistar os ex-campeões Unirea Urziceni.
Dominique Kivuvu foi o capitão da Seleção Holandesa sub-20 da equipe de futebol no Torneio de Toulon 2008. Mas estar Holanda-nascido angolano, ele também foi perseguido pela Associação de Futebol de Angola para jogar para a equipe nacional de futebol de Angola. Ele já teria aceitado a oferta para jogar por Angola na Taça das Nações, a ser realizada em Angola em Janeiro de 2010.
Kivuvu jogou seu primeiro jogo para a equipa nacional de Angola em 6 de setembro de 2009, contra Senegal.